# Telti
Telti (sardinsky: Tèlti) je italská obec (comune) v provincii Sassari v regionu Sardinie. Nachází se ve výšce 326 metrů nad mořem a má přibližně 2 200 obyvatel. Rozloha obce je 83,25 km².